# LP-12
LP-12 es un fármaco que actúa como un potente agonista del receptor de serotonina 5HT7, con una selectividad muy alta sobre otros subtipos de receptores probados como el receptor 5-HT 1A y 5-HT 2A, y el receptor de dopamina D 2. Se ha utilizado para investigar la participación del receptor 5-HT 7 en procesos aún poco conocidos, como la alodinia y la hiperalgesia.